# Pia Borgwardt
Pia Borgwardt er musikvidenskabelig kandidat fra Københavns Universitet. 
Hun startede i 1968 i Danmarks Radios musikafdeling, hvor hun bla.a.sad i redaktionen for nykomponeret musik. I 1970 ønskede DR, at den klassiske musik skulle præsenteres mere nutidigt, og Pia Borgwardt blev studievært sammen med sin mand, Peter Borgwardt, i det ugentlige telefonønskeprogram “Pia og Peter spiller klassisk”. Programmet havde på sine bedste dage en million lyttere. Det ændrede navn til “To spiller klassisk” og sendtes til december 1976, da Peter Borgwardt blev ansat i DR Povinsafdelingen. Derefter fortsatte hun et år alene i programmet.
I januar 1978 blev Pia Borgwardt overført til TV-Provinsafdelingen i Aarhus. Og der var hun sammen med sin mand tilrettelægger og vært i mange TV-programmer, som havde samme formål som hendes tidligere radioarbejde. At nå de mange uden at støde de få. Ofte blev seertallene lige så flotte som To spiller klassisk. 
Interessen for at finde formmæssig fornyelse og forbedring af TV-produktionen af klassisk musik blev en stadig større interesse for Pia Borgwardt. I 1999 blev hun redaktør for al klassisk musikproduktion i TV. I 1999 fik hun den meget sjældne internationale anerkendelse, Unescos Prix special. 
Efter flere omstruktureringer i DR, hvor den klassiske musik på TV blev trængt, besluttede Pia Borgwardt i 2003 at vende tilbage til radioarbejdet. Efter pensioneringen 2012 arbejdede hun i det familieejede produktionsselskab, Cubus, sammen med mand, søn og datter.
Pia Borgwardt er født 28.6.1943 og er datter af landsretssagfører Povl Jantzen og Ebba komtesse Schulin.
Hun har to børn, Uffe Borgwardt (født 1969) og Julie Borgwardt-Stampe (født 1974).